# Niszczyciele typu Soldati
Niszczyciele typu Soldati – typ włoskich niszczycieli z okresu II wojny światowej, znanych także jako typ Camicia Nera. Ich nazwy pochodziły od żołnierzy lub członków organizacji paramilitarnych. Łącznie rozpoczęto budowę 19 jednostek w dwóch seriach, ukończono 17 okrętów. Siedem z nich przetrwało wojnę, z tego trzy zostały w ramach reparacji wojennych przekazane Francji a dwa Związkowi Radzieckiemu. Dwa pozostały we włoskiej marynarce wojennej.

## Historia
Projekt niszczycieli typu Soldati powstał jako rozwinięcie wcześniejszej konstrukcji typów Maestrale i Oriani. Budowę dwunastu jednostek (zaliczanych później do pierwszej serii) powierzono następującym stoczniom: Odero Terni Orlando (OTO) w Livorno, Cantieri Navali del Tirreno w Riva Trigoso oraz Cantieri Navali Riuniti w Ankonie i Palermo. Niszczyciele były wodowane w latach 1937–1938, zaś do służby wchodziły w 1938 i 1939 roku.
Podstawowymi zadaniami tych najnowocześniejszych wówczas jednostek Regia Marina na wypadek wojny miało być towarzyszenie zespołom dużych okrętów w działaniach na Morzu Śródziemnym oraz wspieranie mniejszych jednostek (głównie torpedowców typu Spica) w ich atakach na żeglugę nieprzyjaciela na wodach okalających Włochy i w pobliżu wybrzeży afrykańskich. Po wybuchu II wojny światowej okazało się, że priorytet uzyskały zadania eskortowania konwojów z zaopatrzeniem dla wojsk walczących w Afryce Północnej, do których Regia Marina nie była przygotowana i wszystkie dostępne jednostki zostały skierowane do tych działań.
Niszczyciele typu Soldati brały udział w niemal wszystkich starciach z Royal Navy w kampanii śródziemnomorskiej, w tym bitwach koło przylądka Stilo, koło przylądka Passero, koło przylądka Spartivento, pod Matapanem, I i II bitwie pod Syrtą, operacjach przeciwko brytyjskim konwojom na Maltę (Harpoon i Pedestal).
W 1940 roku Regia Marina zamówiła, dla uzupełnienia strat wojennych, siedem nowych niszczycieli budowanych według tego samego projektu w stoczniach w Livorno i Ankonie. Ostatecznie do służby przed kapitulacją Włoch weszło tylko pięć z nich. Szósty, będący w trakcie wyposażania, został przejęty przez Niemców, przeholowany do Genui i ostatecznie zatopiony w czasie alianckiego nalotu we wrześniu 1944 roku, zaś części ostatniego zostały użyte do naprawy uszkodzeń dwóch bliźniaczych okrętów.
Po przyłączeniu się Włoch do koalicji antyhitlerowskiej pozostałe w służbie niszczyciele pełniły służbę eskortową oraz ostrzeliwały pozycje niemieckie w okupowanej Jugosławii.
W trakcie działań wojennych Regia Marina utraciła dziesięć spośród jednostek typu Soldati, z pozostałych siedmiu trzy zostały w 1948 roku przekazane w ramach reparacji wojennych marynarce francuskiej a dwie radzieckiej (w 1949 i 1950 roku). Dwa pozostałe okręty były użytkowane przez odrodzoną Marina Militare jako niszczyciele eskortowe, przeklasyfikowane następnie na fregaty. Ostatni został skreślony z listy floty w 1965 roku.

## Opis konstrukcji

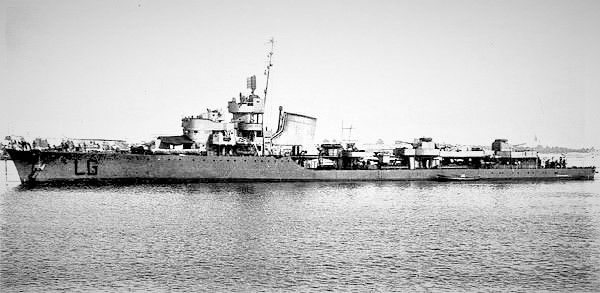
Legionario

Niszczyciele typu Soldati miały klasyczny kadłub z uskokiem okładu na wysokości komina i dziobem kliprowym, o długości całkowitej 106,74 m (104 m na konstrukcyjnej linii wodnej) i szerokości całkowitej 10,15 m. Wyporność standardowa okrętów różniła się w zależności od stoczni i wynosiła od 1715 ts do 1830 ts dla jednostek pierwszej serii i od 1830 ts do 1846 ts dla serii drugiej. Również wyporność pełna wahała się w granicach odpowiednio 2290 ts do 2450 ts i 2450 ts do 2550 ts.
Napęd niszczycieli stanowiły dwa zespoły turbin parowych Belluzzo o łącznej mocy od 48 000 KM do 56 000 KM (w zależności od okrętu), zasilane w parę przez trzy kotły parowe typu Yarrow i napędzające dwie śruby. Maksymalna prędkość na próbach przekraczała 39 węzłów, w eksploatacji w warunkach bojowych wynosiła 34 węzły. Zapas 525 ton paliwa pozwalał przepłynąć 2200 mil morskich przy prędkości 20 węzłów. Spaliny z kotłów były odprowadzane przez jeden duży, opływowy komin na śródokręciu.
Główne uzbrojenie niszczycieli typu Soldati stanowiły cztery armaty kal. 120 mm, umieszczone na dwóch podwójnych, osłoniętych maskami przeciwodłamkowymi, podstawach na dziobie i rufie. Pięć okrętów (jeden pierwszej i cztery drugiej serii) otrzymały dodatkowo piąte, pojedyncze działo tego kalibru na śródokręciu, pozostałe miały w tym miejscu zainstalowaną haubicę kal. 120 mm, służącą do wystrzeliwania pocisków oświetlających. W trakcie wojennych modyfikacji armatę zamiast haubicy zamontowano na czterech kolejnych okrętach pierwszej serii i piątym drugiej. Na niektórych jednostkach pierwszej serii w miejsce haubicy oświetlającej instalowano działko przeciwlotnicze Breda model 39 kal. 37 mm.
Początkowe uzbrojenie przeciwlotnicze składało się z dwunastu wielkokalibrowych karabinów maszynowych kal. 13,2 mm na czterech podwójnych i czterech pojedynczych podstawach. W czasie wojny zostały one zastąpione przez taką samą ilość działek przeciwlotniczych kal. 20 mm. Ponadto pięć okrętów otrzymało wzmocnione kosztem zdjęcia rufowej wyrzutni torped uzbrojenie małokalibrowe.
Niszczyciele posiadały dwie potrójne wyrzutnie torpedowe kal. 533 mm umieszczone w osi symetrii na śródokręciu. Na pokład można było zabierać do 50 min morskich. Do zwalczania okręt podwodnych służyło od dwóch do czterech miotaczy bomb głębinowych oraz rufowe zrzutnie bomb głębinowych. W początkowym okresie wojny niszczyciele posiadały trały przeciwminowe typu parawan, demontowane później jako nieskuteczne.
Dopiero od 1942 roku niektóre z okrętów zostały wyposażone w radary, produkcji niemieckiej lub włoskiej.

## Okręty
Pierwsza seria
Stocznia OTO w Livorno:
- „Camicia Nera”(inne języki) (znak taktyczny CN) – wodowany 8 sierpnia 1937, w służbie od 30 czerwca 1938. Po obaleniu Benito Mussoliniego w lipcu 1943 roku nazwę zmieniono na „Artigliere” (poprzednia oznaczała członka Czarnych Koszul, faszystowskiej organizacji paramilitarnej). W ramach reparacji wojennych przekazany Związkowi Radzieckiemu, gdzie służył pod nazwą „Łowkij” do 1960 roku.
- „Aviere”(inne języki) (AV) – wodowany 19 września 1937, w służbie od 31 sierpnia 1938. Zatopiony 17 grudnia 1942 roku po storpedowaniu przez brytyjski okręt podwodny HMS „Splendid”.
- „Artigliere”(inne języki) (AR) – wodowany 12 grudnia 1937, w służbie od 14 listopada 1938. W bitwie koło Przylądka Passero 12 października 1940 roku został ciężko uszkodzony ogniem artyleryjskim krążownika HMS „Ajax”(inne języki) i po kilku godzinach zatopiony przez HMS „York”.
- „Geniere”(inne języki) (GE) – wodowany 27 lutego 1938, w służbie od 14 (lub 15) grudnia 1938. Zatonął 1 marca 1943 roku w porcie w Palermo po zbombardowaniu przez samoloty alianckie.
- „Corazziere”(inne języki) (CR, później CZ) – wodowany 22 maja 1938, w służbie od 4 marca 1939. Samozatopiony 9 września 1943 roku w Genui, został wydobyty przez Niemców i ostatecznie zatonął w trakcie nalotu 4 września 1944 roku.
- „Ascari” (AI) – wodowany 31 lipca 1938, w służbie od 6 maja 1939. Zatonął 24 marca 1943 roku na północ od przylądka Bon na minach postawionych przez stawiacz min HMS „Abdiel”.

Stocznia CNT w Riva Trigoso:
- „Carabiniere”(inne języki) (CB) – wodowany 23 lipca 1938, w służbie od 20 grudnia 1938. 16 lutego 1942 roku został trafiony w dziób torpedą wystrzeloną z okrętu podwodnego HMS P.36, ale pomimo uszkodzeń dotarł na holu do Messyny i został następnie naprawiony z wykorzystaniem części dziobowej bliźniaczego „Carrista” (z drugiej serii). Po wojnie służył w Marina Militare ze znakiem burtowym D 551, a następnie jako okręt doświadczalny A 5314 aż do 1965 roku.
- „Lanciere”(inne języki) (LN) – wodowany 18 grudnia 1938, w służbie od 25 marca 1939. Zatonął 23 marca 1942 roku w silnym sztormie wracając do Tarentu po II bitwie pod Syrtą. Uratowano jedynie pięciu członków załogi.

Stocznia CNR w Ankonie:
- „Fuciliere”„Fuciliere”(inne języki) (FC) – wodowany 31 lipca 1938, w służbie od 10 stycznia 1939. Po wojnie przekazany Związkowi Radzieckiemu, służył do 1960 roku pod nazwami „Nastojcziwyj”, „Biedowyj” i „Legkij”.
- „Alpino”(inne języki) (AP) – wodowany 18 września 1938, w służbie od 20 kwietnia 1939. Zatonął 19 kwietnia 1943 roku podczas nalotu USAF na La Spezia.

Stocznia CNR w Palermo:
- „Granatiere”(inne języki) (GN) – wodowany 24 kwietnia 1938, w służbie od 1 lutego 1939. Pozostał po wojnie w Marina Militare (D 550) aż do wycofania w 1958 roku.
- „Bersagliere”(inne języki) (BG) – wodowany 3 lipca 1938, w służbie od 1 kwietnia 1939. Zatonął 7 stycznia 1943 roku w wyniku zbombardowania w porcie w Palermo.

Druga seria
Stocznia CNR w Ankonie:
- „Mitragliere” (MT) – wodowany 28 września 1941, w służbie od 1 lutego 1942. W 1948 roku przekazany Francji, gdzie służył pod nazwą „Jurien de la Graviere” do czerwca 1954 roku.
- „Bombardiere” (BR) – wodowany 22 (lub 23) marca 1942, w służbie od 15 lipca 1942. Zatonął 17 stycznia 1943 roku po storpedowaniu przez brytyjski okręt podwodny HMS „United”.

Stocznia OTO w Livorno:
- „Legionario” (LG) – wodowany 16 kwietnia 1941, w służbie od 1 marca 1942. Po wojnie przekazany Francji pod nazwą „Duchaffaultt”, służył do czerwca 1954 roku.
- „Corsaro” (CA) – wodowany 16 listopada 1941, w służbie od 16 maja 1942. Zatonął 9 stycznia 1943 roku na polu minowym postawionym przez HMS „Abdiel” u wybrzeży Tunezji.
- „Velite” (VL) – wodowany 31 sierpnia 1941, w służbie od 31 sierpnia 1942. 21 listopada 1942 roku został storpedowany przez okręt podwodny HMS P.228 (później przemianowany na HMS „Splendid”). Zniszczoną część rufową wyremontowano z użyciem rufy bliźniaczego „Carrista”. Po wojnie służył do czerwca 1954 roku we Francji jako „Duperré”.
- „Squadrista” (SQ) – wodowany 12 września 1942 nie został wcielony do służby przed kapitulacją Włoch. W końcu lipca 1943 roku został przemianowany na „Corsaro”, następnie przejęty przez Niemców i przeprowadzony do Genui. Otrzymał oznaczenie „TA 33”. Zatonął w stoczni podczas alianckiego nalotu na miasto 4 września 1944 roku.
- „Carrista” (CR) – budowa została przerwana przed zwodowaniem, części dziobowa i rufowa zostały użyte do napraw bliźniaczych „Carabiniere” i „Velite”. Pozostałości kadłuba zostały złomowane po zajęciu stoczni przez Niemców.